# 湯之里站
湯之里站（日语：／ Yunosato eki */?）是位於北海道上磯郡知内町字湯之里的北海道旅客鐵道（JR北海道）松前線的鐵路站。為急行列車「松前」的停車站。在1988年停用。

## 車站構造
單式月台1面1線，不可列車交會。

## 車站週邊
- JR北海道海峽線知内站，2014年3月15日起廢止旅客車站，改為湯之里知內號誌站。兩站直線距離約1公里。
- 國道228號
- 知內道之驛
- 湯之里郵局
- 知内町立湯之里小學
- 湯之里大橋

※車站附近為青函隧道入口。

## 历史
- 1938年（昭和13年）10月21日 - 開設為日本國有鐵道之車站。一般站。
- 1970年（昭和45年）12月12日 - 業務委託化。
- 1982年（昭和57年）11月15日 - 貨物起卸服務停止。
- 1984年（昭和59年）2月1日 - 行李起卸服務停止。
- 1987年（昭和62年）4月1日 - 因國鐵分割民營化，本站成為北海道旅客鐵道的車站。
- 1988年（昭和63年）2月1日 -  松前線停運，本站也成為廢站。

## 相鄰車站
北海道旅客鐵道
松前線
重內－湯之里－千軒